# Caxias (cratera)
Caxias é uma cratera marciana medindo aproximadamente 25 km em diâmetro. Está localizada a 29.3°S, 100.8°W, a sudoeste da cratera Llanesco e nordeste da  cratera Dinorwic. Ela recebeu este nome da cidade de Duque de Caxias, no Brasil, tendo este nome sido adotado pela União Astronômica Internacional em 1991. De acordo com um mapa exibindo a idade do terreno de Marte baseado em dados do Serviço Geológico dos Estados Unidos, a área ao redor de Caxias data do período Noachiano ou  Hesperiano, o que implicaria numa idade da região entre 3.8 e 1.8 bilhões de anos. A cratera se eleva a aproximadamente 7,400 metros acima da altitude zero em seu leito, e em média 8,000 metros acima da altitude zero em sua borda; ela possui então uma profundidade de 600 metros.

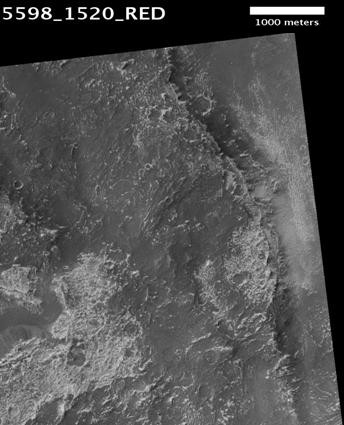
Cratera Caxias, vista pela HiRISE.